# Lijst van Servische autosnelwegen en autowegen

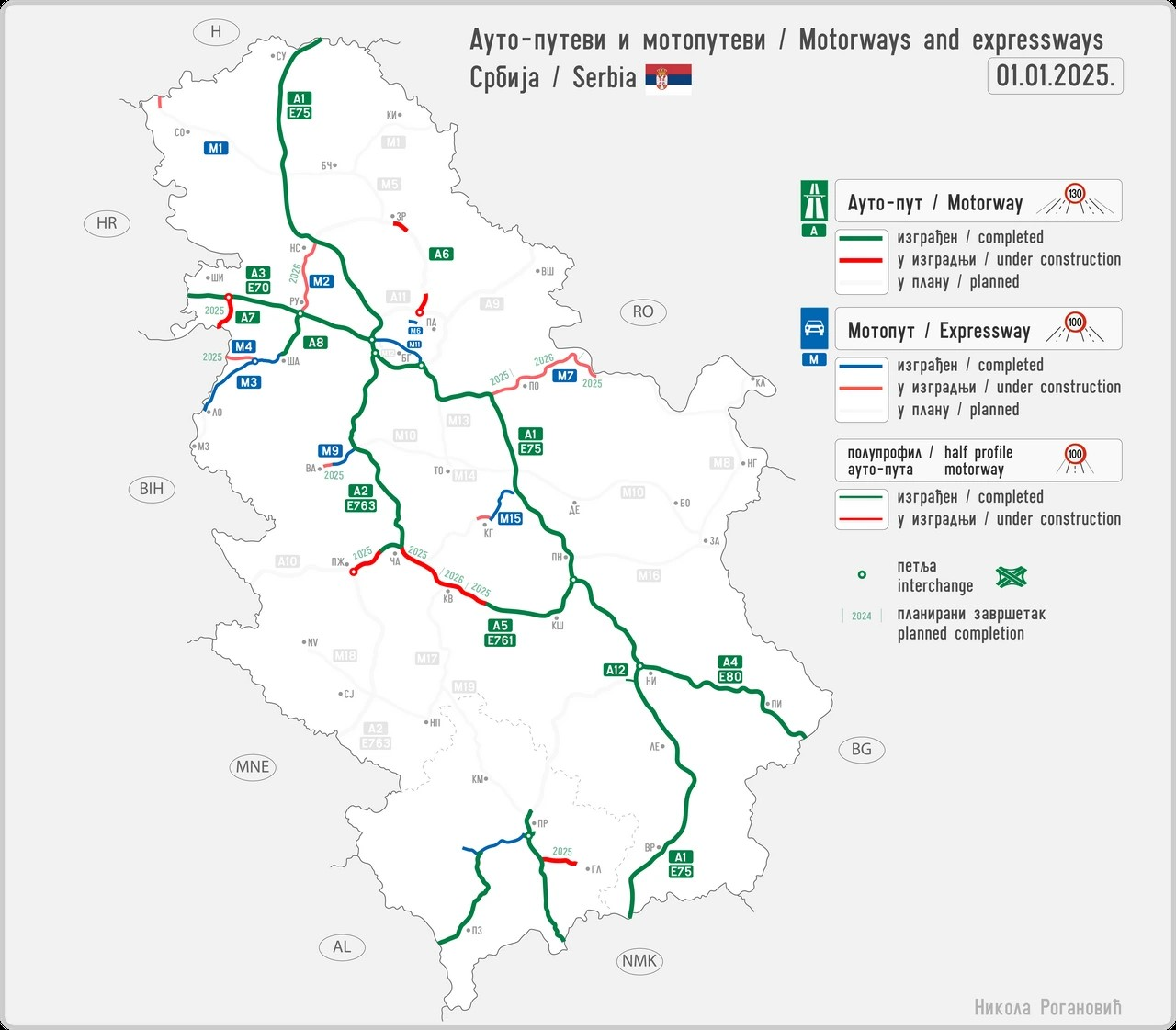
Servisch auto(snel)wegennet (het onafhankelijke Kosovo staat ook op de kaart)

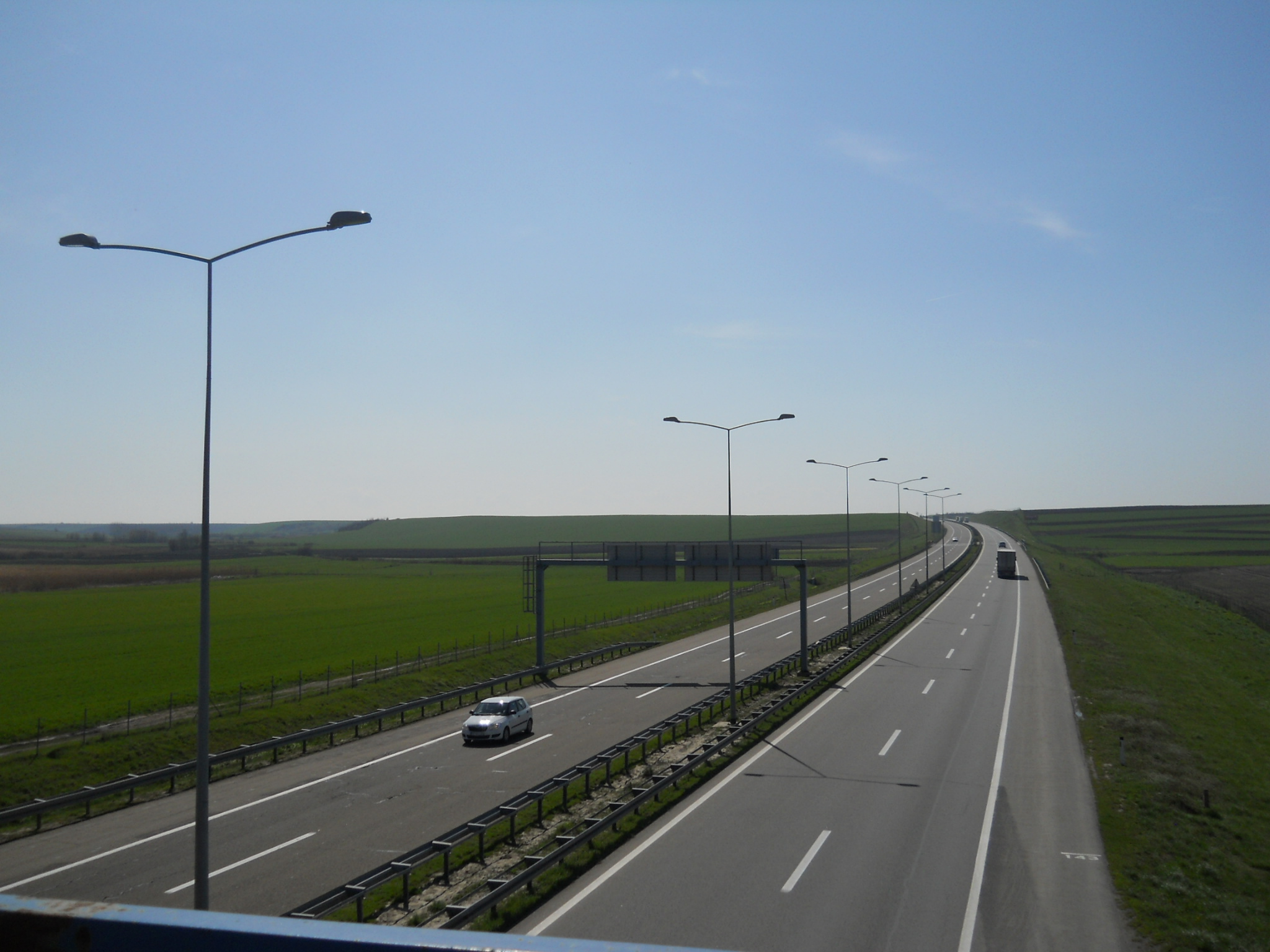
De A1

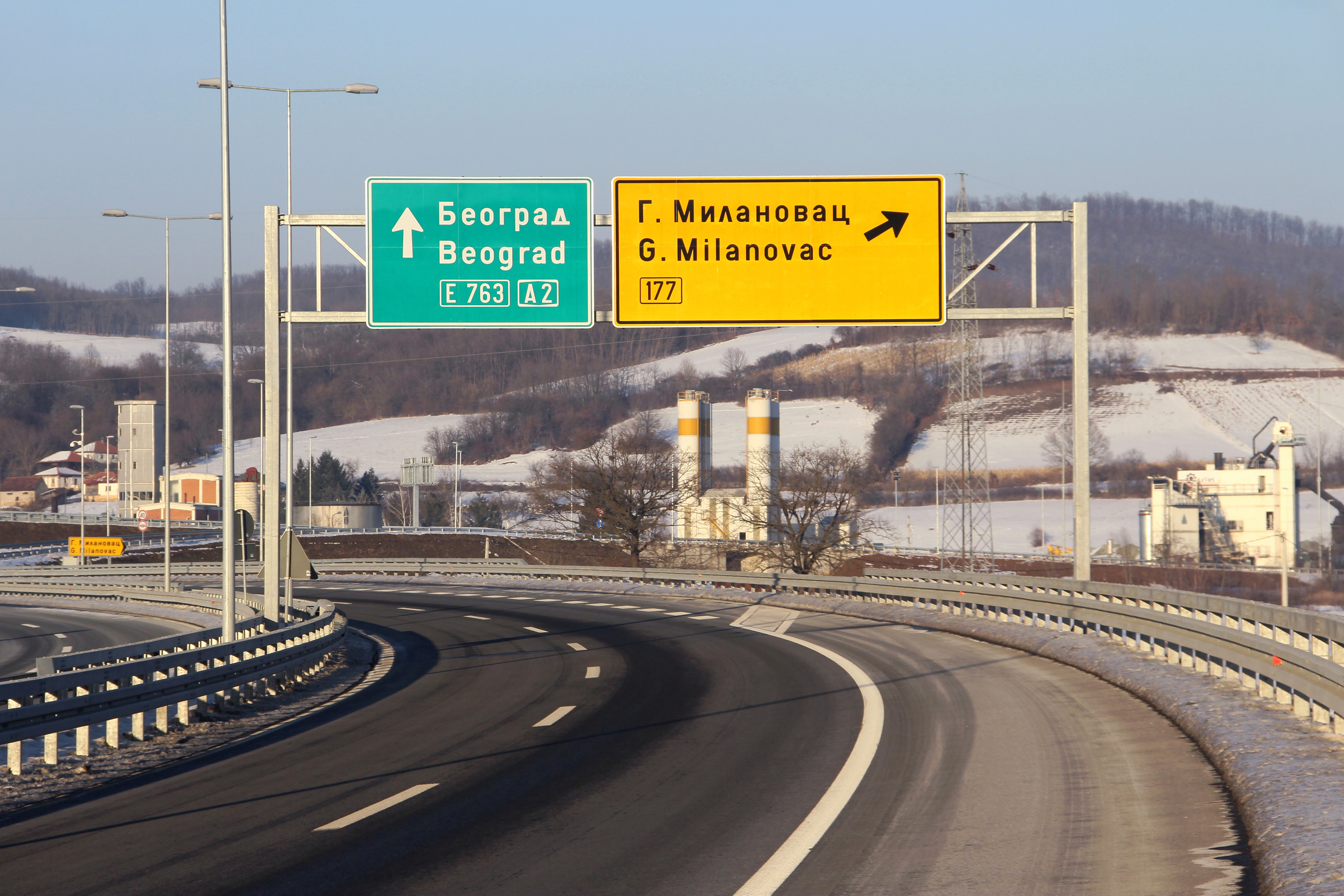
De A2

Hieronder volgt een lijst van autosnelwegen (autoput / ауто-пут, snelheidslimiet 130 km/u, groen-wit bewegwijzerd met prefix 'A') en autowegen (motoput / мотопут, expresweg met 2x2 rijstroken zonder vluchtstrook, snelheidslimiet 100 km/u, blauw-wit bewegwijzerd met prefix 'M') in Servië:

## Autoput
| Snelwegnummer | Route | In gebruik (km) | Gepland (km) |
| ------------- | --- | --------------- | ------------ |
|               | Grens met Hongarije (grensovergang Horgoš) - Novi Sad - Belgrado - Niš - Vranje - grens met Noord-Macedonië (grensovergang Preševo )    | 612,5           | 612,5        |
|               | Belgrado - Surcin - Obrenovac - Lajkovac - Ljig - Gornji Milanovac - Preljina - Čačak - Požega                                          | 138,5           | 164,7        |
|               | Grens met Kroatië (grensovergang Batrovci) - Belgrado                                                                                   | 95,4            | 95,4         |
|               | Niš - Pirot - Dimitrovgrad - grens met Bulgarije (grensovergang Gradina)                                                                | 105,4           | 105,4        |
|               | Pojate - Kruševac - Kraljevo - Preljina                                                                                                 | 105,4           | 105,4        |
|               | Novi Sad - Zrenjanin | 0               | 89,5         |
|               | Kuzmin (knooppunt met A3) - Bosut - Grens met Bosnië-Herzegovina nabij Sremska Rača                                                     | 0               | 18           |
|               | knooppunt met A3 (Ruma) - Šabac | 22              | 22           |
|               | Bubanj Potok - Pančevo | 0               |              |
| N/A           | Lajkovac (knooppunt met A2) - Aranđelovac - Mladenovac (knooppunt A1) - Topola - Rača (knooppunt met A1) - Svilajnac - Despotovac - Bor | 0               | 270          |
| N/A           | Novi Sad - Ruma (knooppunt met A3) | 0               | 47,7         |
| Totaal        | | 996             | 1606,5       |

## Motoput

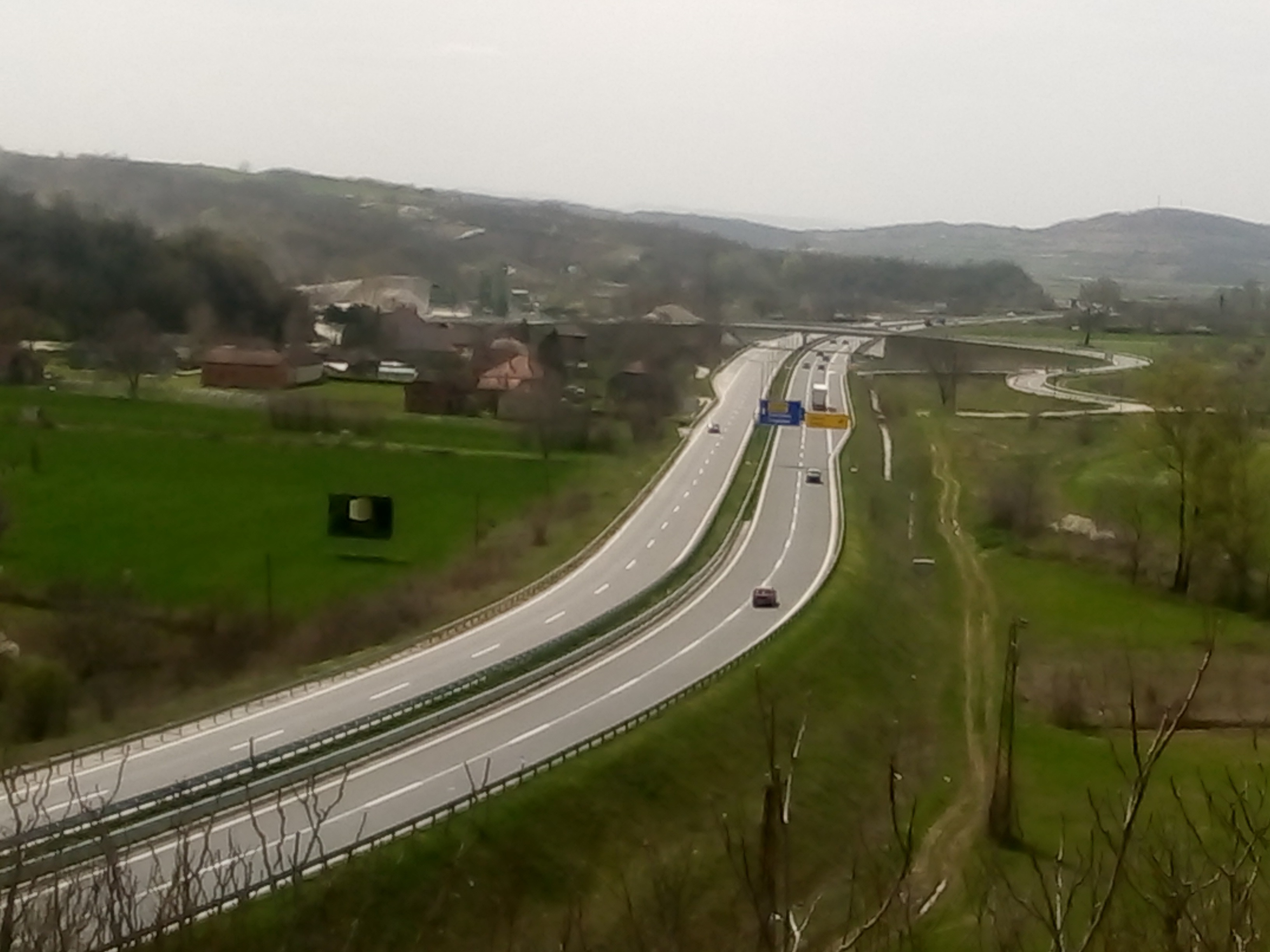
De M15

Op 20 maart 2024 werd een nieuwe wegklasse ingevoerd, de motoput (мотопут, autoweg of expresweg met 2x2 rijstroken maar zonder vluchtstrook, blauw-wit bewegwijzerd met prefix 'M') . De komende expreswegen zijn genummerd van M1 tot en met M19.
De M3 (A 8 (Šabac) - Loznica), M11 (vroegere tracé van de A1 door Belgrado), M9 (Valjevo - Lajkovac)  en M15 (Kragujevac - A1 (Batočina)) werden al aangelegd.
A1 · 
A2 · 
A3 · 
A4 · 
A5 · 
A6 · 
A7 ·
A8 ·
A9 ·